# Johann Wilhelm Beusch
Johann Wilhelm Beusch (* 26. September 1689 in Luzern; † 23. Februar 1743 in Ingolstadt) war ein Schweizer katholischer Geistlicher, Jesuit und Professor der Philosophie.

## Leben
Beusch, Sohn von Johann Wilhelm Beusch, trat 1709 in den Jesuitenorden in Landsberg am Lech (Bayern) ein. 1719 wurde er in Augsburg zum Priester geweiht.
Er war Professor für Philosophie in Landshut, München und Augsburg und sorgte für Kontroversen in Augsburg und Regensburg. Er lehrte ab 1727 Kirchenrecht, u. a. in Rottweil, Amberg, Dillingen und Ingolstadt. Neben Josef Biner war Beusch der bedeutendste Kanonist unter den Schweizer Jesuiten. Er beschäftigte sich auch mit natur- und völkerrechtlichen Fragen.